# Nicolae Rădescu
Nicolae Rădescu (né le 30 mars 1874 à Călimănești, mort le 16 mai 1953 à New York) est un militaire et un homme d'État roumain. Il est président du Conseil des ministres du Royaume de Roumanie de décembre 1944 à mars 1945.

## Biographie
Dans les années 1930, il est le leader d'un parti nationaliste et populiste, « Cruciada Românismului » (la croisade du romanisme), un groupe opposé la Garde de fer. Il est interné en 1942 dans le camp de Târgu Jiu comme prisonnier politique après avoir fustigé par écrit l'intrusion de l'ambassadeur allemand Manfred Freiherr von Killinger dans les affaires intérieures roumaines. 
Après la chute d'Antonescu, il est libéré de prison en août 1944 puis est nommé chef d'état-major de l'armée roumaine. Il est nommé président du Conseil des ministres le 7 décembre 1944 à la place de Constantin Sănătescu. Mais il est jugé à son tour pas assez docile, et le 6 août 1945 les communistes, soutenus par le KGB et l'Armée rouge, s'emparent du pouvoir par un coup d'État. L'envoyé de Staline, Andreï Vychinski; impose au roi Michel la nomination de Petru Groza.
Persécuté par les autorités communistes, il se réfugie en 1946 à l'ambassade britannique à Bucarest avant de partir en exil aux États-Unis où il meurt en 1953.